# Inkilltambo
Inkilltambo, Inquilltambo, Inquiltambo o Inkill Tampu, es un sitio arqueológico en Perú. Está situado en el distrito de San Sebastián, provincia del Cuzco, en el centro del departamento del Cuzco.